# Bothrioneuron
Bothrioneuron är ett släkte av ringmaskar. Bothrioneuron ingår i familjen glattmaskar.
Kladogram enligt Catalogue of Life:
| Bothrioneuron | \| \| Bothrioneuron iris \| \| \| \| \| \| Bothrioneuron veejdovskyanum \| \| \| \| |
|               | \| \| Bothrioneuron iris \| \| \| \| \| \| Bothrioneuron veejdovskyanum \| \| \| \| |
|               | Bothrioneuron iris                                                                  |
|               |                                                                                     |
|               | Bothrioneuron veejdovskyanum                                                        |
|               |                                                                                     |